# Конхан

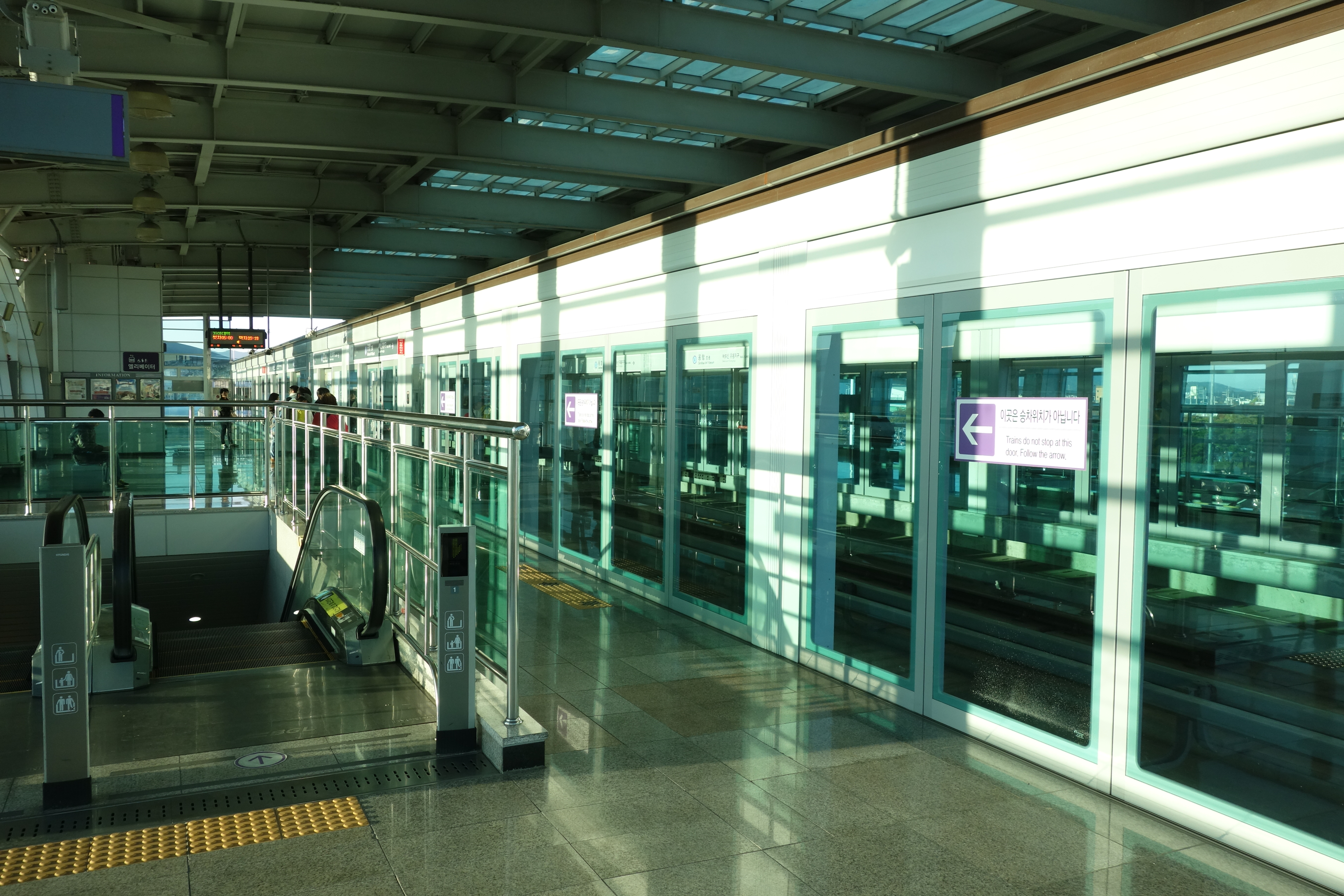
Платформа станции

Конхан (кор. 공항 — Аэропорт) — эстакадная станция линии легкорельсового транспорта Пусан — Кимхэ Пусанского метро. Она представлена двумя боковыми платформами. Станция обслуживается транспортной корпорацией Пусан — Кимхэ (B&G Metro). Расположена в квартале Тэджо-дон района Кансогу города-метрополии Пусан (Республика Корея). На станции установлены платформенные раздвижные двери.
Станция была открыта 16 сентября 2011 года. Как следует из названия, международный аэропорт Кимхэ находится в непосредственной близости от станции.